# 達克霍洛 (印地安納州)
達克霍洛（英語：Dark Hollow）是位於美國印地安納州勞倫斯縣的一個鬼鎮。由於此地已於1901年被荒廢，本地已無人居住。

## 地理
達克霍洛的座標為38°53′20″N 86°32′22″W / 38.88889°N 86.53944°W，而該地的平均海拔高度為148米（即486英尺）。